# لازلو الرابع ملك المجر
لازلو الرابع ملك المجر (5 أغسطس 1262-10 يوليو 1290) كان ملك مملكة المجر وكرواتيا من 1272 حتى 1290، والمعروف بـ الكوماني، هو ابن ستيفن الخامس ملك المجر وإليزابيث الكومانية.